# Tina Mehrafzoon
Tina Mehrafzoon, född 2 september 1990 i Enköpings församling, Uppsala län, är en svensk musikjournalist.

## Biografi
Mehrafzoon har studerat journalistik vid Luleå tekniska universitet. Hon har tidigare arbetat med SVT:s musikmagasin PSL, varit ungdomsreporter på Upsala Nya Tidning samt varit researcher på Uppdrag Granskning. Sedan januari 2013 är Mehrafzoon programledare för Musikguiden i Sveriges Radio P3. 2015 ledde hon P3 Guld-galan tillsammans med Kodjo Akolor och 2016–2017 ledde hon galan på egen hand.
Under 2015 var Tina Mehrafzoon en av deltagarna i frågesportsprogrammet På spåret i lag tillsammans med Aino Trosell.
År 2022 var Mehrafzoon programledare för Musikhjälpen tillsammans med Oscar Zia och Klas Eriksson.